# Robert William Taylor
En Robert William Taylor (10 de febrer, 1932 - 13 d'abril, 2017), conegut com a  'Bob Taylor' , fou un estatunidenc pioner d'Internet, que va dirigir equips que van fer grans contribucions a l'ordinador personal, i altres tecnologies relacionades. Va ser director d'ARPA a l'Oficina de Tècniques de Processament d'Informació entre el 1965 i el 1969, fundador i més tard director del Laboratori de Ciències de la Computació del Xerox PARC des del 1970 fins al 1983, i fundador i director del Centre de Sistemes de Recerca del Digital Equipment Corporation fins al 1996.
Els seus premis inclouen la Medalla Nacional de Tecnologia i Innovació i el Premi Draper. En Taylor era conegut per la seva visió d'alt nivell: "Internet no tracta sobre la tecnologia, tracta de la comunicació. Internet connecta a les persones que han compartit interessos, idees i necessitats, independentment de la geografia".

## Biografia
En Robert W. Taylor va néixer a Dallas, Texas, el 1932. El seu pare adoptiu, el reverend Raymond Taylor, era un ministre metodista que va impartir graus de la Universitat Metodista del Sud, la Universitat de Texas a Austin i l'Escola de Divinitat de Yale. La família (incloent a la mare adoptiva de Taylor, Audrey) va ser altament itinerant durant la infància de Taylor, movent-se de parròquia en parròquia. Va saltar-se algun curs acadèmic com a resultat de la seva inscripció en una escola experimental, va començar els seus estudis superiors a la Universitat Metodista del Sud, a l'edat de 16 anys. Un cop allà, "no era un estudiant seriós" però "tenia una bona actitud." Aleshores va servir una temporada a la Reserva de la Marina dels Estats Units durant la Guerra de Corea (1952-1954), abans de tornar als seus estudis a la Universitat de Texas a Austin sota el G.I. Bill of Rights. A la UT ell deia que era un "estudiant professional", fent cursos per plaer. Finalment va unir tots els seus coneixements per a cursar una llicenciatura en psicologia experimental (1957). La seva carrera es va centrar en la investigació del cervell i el sistema nerviós auditiu.
Posteriorment va obtenir el màster en psicologia de Texas el 1959 abans de triar no seguir amb el doctorat; segons ell, "Tenia una ajudant al departament, i em pregava que fes el doctorat, però per obtenir un doctorat en psicologia en aquella època havia de triar entre unes especialitats en les quals no estava interessat. Jo estava interessat en la psicologia fisiològica, en la psicoacústica o la part de la psicologia que s'ocupa de la ciència, el sistema nerviós, el que és més com la física i la biologia aplicada. Així que no vull perdre temps de fer cursos en aquelles altres àrees i per això vaig dir que no volia un doctorat."
Després de deixar Texas, va ensenyar matemàtiques i va ser entrenador de bàsquet durant un any en Howey Academy, una escola de preparació mixta a Florida. "M'ho vaig passar de meravella, però era molt pobre, amb un segon fill - que van resultar ser bessones - al camí".
En Taylor va obtenir diferents feines d'enginyeria amb companyies aeronàutiques amb millors salaris. Ell va ajudar a dissenyar l'MGM-31 Pershing com a enginyer de sistemes sènior per a Martin Marietta (1960-1961) a Orlando, Florida. El 1962, va ser convidat a unir-se a l'Oficina d'Investigació i Tecnologia Avançada de la NASA com a gerent de programa assignat a la divisió de control de vol i visualització tripulada després de presentar una proposta d'investigació per a una pantalla de simulació de control de vol.

## Carrera informàtica
Taylor va treballar per a la NASA a Washington DC, mentre l'administració de Kennedy donava suport a projectes científics com ara el programa Apollo per a un aterratge tripulat a la Lluna. A la fo de l'any 1962 es va reunir amb J.C.R. Licklider, que estava al capdavant de la nova oficina tècnica de processament d'informació de l'Agència d'Investigacions de Projectes Avançats de Defensa (ARPA) del Departament de Defensa dels Estats Units. Licklider havia fet el seu treball de graduació sobre psicoacústica igual que Taylor, i havia publicat un article el març de 1960, «La simbiosi home-ordinador", imaginant noves formes d'utilitzar els ordinadors. Aquest treball va ser un full de ruta influent en la història d'Internet i l'ordinador personal, i va influir en gran manera en Taylor. Va conèixer a un altre visionari, en Douglas Engelbart, a SRI International, a Menlo Park, Califòrnia. En Taylor dirigia recursos als estudis d'Engelbart de la tecnologia de la pantalla de l'ordinador al SRI que van portar a la invenció del ratolí de l'ordinador. La demostració pública d'una interfície d'usuari basada en el ratolí més tard va ser anomenada "La mare de totes les demostracions." A la tardor del 1968 la Joint Computer Conference a San Francisco, Engelbart, Bill English, Jeff Rulifson i la resta de l'equip del Human Augmentation Research Center del SRI van mostrar en una pantalla gran com es podia manipular un ordinador de forma remota des de Menlo Park amb el ratolí.

### ARPA
El 1965, Taylor es va traslladar de la NASA per ARPA, primer com a adjunt a Ivan Sutherland per finançar alguns grans programes en la investigació avançada en computació en les principals universitats i centres de recerca corporatius als Estats Units. Entre els projectes informàtics que donava suport ARPA eren de time-sharing, en el qual molts usuaris podrien treballar en les terminals personals compartint un gran ordinador. Els usuaris podrien treballar de forma interactiva en lloc d'utilitzar targetes perforades o cintes perforades en un estil de processament per lots. l'oficina de Taylor al Pentàgon tenia una terminal connectada a time-sharing al Massachusetts Institute of Technology, una terminal connectada a la Universitat de Califòrnia a Berkeley, i un tercer terminal al System Development Corporation a Santa Monica, Califòrnia. Es va adonar que cada sistema desenvolupava una comunitat d'usuaris, però estaven aïllats de les altres comunitats.
Ell esperava construir una xarxa d'ordinadors per connectar els projectes patrocinats per la ARPA junts, que li permetés comunicar-se a tots ells a través d'una mateixa terminal. En Sutherland va tornar a una plaça a l'ensenyament, i al juny del 1966 Taylor va ser oficialment director de Information Processing Techniques Office (IPTO), on va dirigir el projecte ARPANET fins al 1969. En Taylor havia convençut el director d'ARPA, en Charles M. Herzfeld, per finançar un projecte de xarxa abans del febrer de 1966 i Herzfeld va transferir un milió de dòlars d'un programa de defensa contra míssils balístics al pressupost de Taylor. Aleshores va contractar Lawrence Roberts del MIT Lincoln Laboratory essent el seu primer director del programa. En Roberts primer es va resistir a traslladar-se a Washington DC, fins que Herzfeld va recordar al director del Laboratori Lincoln que ARPA controlava el seu finançament. Licklider va seguir proporcionant orientació, i Wesley A. Clark va suggerir l'ús d'un ordinador, anomenat el Interface Message Processor en cada node de la xarxa en lloc d'un control centralitzat. ARPA va emetre una request for quotation (RFQ) per construir el sistema, que va ser atorgat a Bolt, Beranek i Newman (BBN). ATT Bell Labs i IBM Research van ser convidats a participar-hi, però no estaven interessats. En una reunió crucial el 1967 la majoria dels participants es resistien a provar la nova xarxa; pensaven que faria alentir la seva investigació.
Un segon document, "L'ordinador com a dispositiu de comunicació", publicat el 1968 per Licklider i Taylor, exposava que seria Internet en el futur. El document començava: "Dins d'uns quants anys, els homes seran capaços de comunicar-se d'una manera més efectiva a través d'una màquina que cara a cara." Per a fer realitat aquesta visió es necessitarien més de "uns quants anys".
En aquell moment, en Taylor va ser enviat per ARPA a investigar els informes contradictoris procedents de la Guerra del Vietnam. Amb només uns 35 anys, se li va donar el grau militar equivalent a la seva posició civil: general de brigada, i va fer diversos viatges a la zona. Ell va ajudar a establir un centre de còmput en el Military Assistance Command, amb la base a Vietnam a la ciutat Ho Chi Minh. El projecte del Vietnam el va allunyar de dirigir la investigació. Des de feia aproximadament un any, en Taylor es va unir a Sutherland i David C. Evans a la Universitat de Utah, on s'havia finançat un centre d'investigació en gràfics per ordinador.

### Xerox
Jerome I. Elkind de BBN va ser contractat per George pake per co-administrar el Laboratori de Sistemes de Computació (CSL) en el nou Centre de Recerca de Palo Alto de Xerox Corporation. En Taylor va assumir que anava a executar operacions del dia a dia, mentre que Elkind va assumir que Taylor seria director associat.
Les tecnologies desenvolupades al PARC entre el 1970 i el 1983 es van centrar en arribar més enllà d'ARPAnet per desenvolupar el que s'ha convertit en Internet i els sistemes que suporten els ordinadors personals d'avui. Inclouen:
- Potents ordinadors personals (la Xerox Alto) amb pantalles amb finestres i interfícies gràfiques d'usuari que van ser la base del Macintosh. L'equip de Taylor va construir el seu propi ordinador, mentre que un grup dirigit per Alan Kay va afegir la metàfora d'"escriptori" basat en programari.
- Ethernet, que connecta les xarxes d'ordinadors locals dins d'un edifici o de l'escola; i la primera Internet, una xarxa que connecta la xarxa Ethernet a la utilització de PUP ARPAnet (protocol universal PARC), precursor de TCP/IP.
- L'electrònica i el programari que van portar a la impressora làser i els programes gràfics que van permetre John Warnock i Chuck Geschke fundar Adobe Systems.
- "What-you-see-is-what-you-get" (WYSIWYG) programes de processament de textos, com ara Bravo que Charles Simonyi van dur a Microsoft que va servir com a base per a Microsoft Word.

Taylor va ser designat per dirigir una discussió setmanal de científics informàtics del PARC, on per torns per dirigir una discussió sobre diferents temes. Seien en un cercle de puffs i s'animava a un debat obert.
En Elkind estava involucrat en una sèrie de projectes corporatius i governamentals. Després d'unes d'absències perllongades d'Elkind, ell es va convertir en el gestor del laboratori a principis de 1978. El 1983, l'especialista en circuits integrats William J. Spencer es va convertir en director del PARC. Spencer i Taylor no estaven d'acord sobre les assignacions pressupostàries pel CSL i quina havia de ser la investigació més important a que el PARC havia de seguir (informàtica enfront de la física, per exemple) i la frustració del CSL amb la incapacitat de Xerox per reconèixer i utilitzar el que havien desenvolupat. Aleshores en Taylor i la major part dels seus investigadors en el CSL van deixar Xerox.

### DEC SRC
En Taylor va ser contractat per en Ken Olsen de Digital Equipment Corporation, i va crear el Centre de Recerca de Sistemes a Palo Alto. Molts dels antics investigadors CSL van anar-hi a treballar. Entre els projectes en SRC van ser el llenguatge de programació Modula-3; la memòria cau snoopy, que s'utilitza a l'estació de treball multiprocessador Firefly; el primer sistema de multiprocés Unix; el primer editor d'interfície d'usuari; el motor de cerca Altavista i una xarxa Window System.

## Retir i mort
En Taylor es va retirar el 1996 i va viure a Woodside, Califòrnia, fins a la seva mort. El 2000 es expressar dues preocupacions sobre el futur d'Internet: control i accés. En les seves paraules:
Hi ha més formes de posar en perill a un nombre més gran de persones a Internet que a la carretera. Per a la gent és possible generar xarxes per a reproduir-se ells mateixos i són molt difícils o impossibles d'eliminar. Vull que tothom tingui el dret d'usar-lo, però hi ha d'haver alguna manera d'assegurar-ne la responsabilitat.

Serà de lliure accés per a tothom? Si no, serà una gran decepció.
El 13 d'abril del 2017, va morir a casa a Woodside, Califòrnia. El seu fill va dir que havia patit de Parkinson i altres problemes de salut.

## Guardons
El 1984, ell, en Butler Lampson i en Charles P. Thacker van rebre el Premi ACM Software Systems "Per concebre i orientar el desenvolupament del Xerox Alto System que demostra que un sistema d'ordinador personal distribuït pot proporcionar una alternativa pràctica al time-sharing." El 1994, els tres van ser nomenats ACM Fellows en el reconeixement de la mateixa obra.
El 1999, en Taylor va rebre la Medalla Nacional de Tecnologia i Innovació. El citaven dient: "Per un lideratge visionari en el desenvolupament de la tecnologia informàtica moderna, incloses les xarxes informàtiques, l'ordinador personal i la interfície gràfica d'usuari."
El 2004, l'Acadèmia Nacional d'Enginyeria li va concedir juntament amb Lampson, Thacker i Alan Kay seva major premi, el Premi Draper. "Per a la visió, la concepció i el desenvolupament dels primers pràctics ordinadors personals en xarxa."
El 2013, el Computer History Museum el va nomenar Museum Fellow," Pel seu lideratge en el desenvolupament de les xarxes d'ordinadors, la informació en línia i sistemes de comunicacions i la informàtica personal moderna."